# Gymnoscopelus hintonoides
Gymnoscopelus hintonoides är en fiskart som beskrevs av Hulley, 1981. Gymnoscopelus hintonoides ingår i släktet Gymnoscopelus och familjen prickfiskar. Inga underarter finns listade i Catalogue of Life.